# Гемба
Гемба или Генба (японски 現場) е японско понятие и означава „на самото място“ или „реалното място“. Често например мястото на престъпление в Япония се нарича от полицаите и журналистите гемба. В промишлеността под гемба се разбира мястото на производство, като например помещението, където се извършва дейността. Също така това може да бъде и строителна площадка, магазин или клиентски сервиз. Използването на този термин има смисъл на това, че за пълноценното разбиране на определен проблем е необходимо да се отиде на самото място на възникване на проблема, да се съберат факти и да се приеме решение непосредствено на място. 
При стегнатото производство идеята на гемба е, че всеки проблем може да се наблюдава пряко и с това най-добрите, оптимизиращи процеса промени, могат да се разработят директно на мястото (гемба). Пример за такива действия, които могат да се прилагат са Gemba walk или Management By Walking Around (MBWA), при които мениджмънтът търси на място възможностите за оптимизиране. При продукти, които се разработват в момента това място (гемба) е бъдещият клиент, при който се отива, за да се обхванат действителните му нужди. В много сектори в сферите на обслужване гемба: това е мястото, където клиентите се срещат с предлаганите услуги, например в хотелиерските услуги: това са фоайето, ресторанта, в стаите за гости, на регистрацията и други. Гемба включва и много офисни и административни услуги.
При Управлението на качеството идеята на гемба е че, при появата на проблем инженерните кадри трябва да се активират пряко на мястото на проблема, за да разберат пълното въздействие на проблема върху качеството. За разлика от другите специализирани методи и групи за решаване на проблеми, гемба-посещенията не са твърдо установени във времето, а са зависими от ситуацията на място. Понятието гемба е характерен за практиките за управление на производството в Япония известни като кайзен, които са внедрявани систематично в японската фирма Тойота.

## Принципи на гемба
При метода гемба се действа по следните пет стъпки (начини):
- Когато има отклонения в производството, да се отиде при гемба (мястото на работния процес)
- Да се провери гамбутсу (gembutsu) (да се огледат сътрудниците и машините в производството)
- Да се вземат незабавни решения и мерки за решаване на проблемите на място
- Да се търсят корените на проблема и като се открият причините за отклоненията, да се отстранят при мястото на възникване.
- Да се отрази решението в документите, (стандарти и инструкции), за да се предотврати повторно появяване.